# Barrage Hoover
Pour les articles homonymes, voir Hoover.
Le barrage Hoover (en anglais Hoover Dam, et anciennement Boulder Dam) est un barrage poids-voûte sur le fleuve Colorado aux États-Unis, près de Boulder City, à la frontière entre l'Arizona (côté est de la voûte) et le Nevada (côté ouest de la voûte). Il fut construit entre 1931 et 1936, durant la Grande Dépression, et fut inauguré le 30 septembre 1935 par le président Franklin Delano Roosevelt. Sa construction fut le résultat d'un effort gigantesque impliquant des milliers d'ouvriers dans des conditions difficiles qui causèrent la mort de 112 d'entre eux. Sa construction a nécessité près de 7 millions de tonnes de béton.
Dès le début du XXe siècle, le Black Canyon et le Boulder Canyon avaient été étudiés pour leur capacité à accueillir un barrage capable de réguler le débit du Colorado, de permettre l'irrigation et de fournir de l'électricité. En 1928, le Congrès des États-Unis approuva un tel projet. Le contrat pour la construction fut accordé à un consortium appelé Six Companies, Inc. (en) qui entama la construction au début de l'année 1931. Une si grande structure en béton n'avait jamais été construite jusqu'alors et certaines techniques étaient encore balbutiantes. Les étés torrides et le manque d'infrastructures à proximité du site furent un problème. Néanmoins, Six Companies, Inc. acheva la construction le 1er mars 1936, plus de deux ans avant la date prévue.
La mise en eau du barrage Hoover entraîna la création du lac Mead. La ville de Boulder City, initialement construite pour héberger les ouvriers travaillant à la construction, se trouve à environ 40 km au sud-est de Las Vegas. Les centrales électriques du barrage fournissent de l'énergie pour les installations du Nevada, de l'Arizona et de la Californie. Le barrage Hoover est un important site touristique et accueille près d'un million de touristes par an.

## Contexte

### Des ressources encore inexploitées
Comme les États-Unis développaient le Sud-Ouest, le fleuve Colorado était vu comme une potentielle source pour l'irrigation. Une première tentative pour détourner le fleuve eut lieu à la fin des années 1890, lorsqu'un investisseur foncier, William Beatty, construisit le canal Alamo (en), immédiatement au nord de la frontière avec le Mexique ; le canal se prolongeait ensuite au Mexique avant de se diriger dans une zone désolée que Beatty appela l'Imperial Valley. Bien que l'eau du canal ait permis le rapide développement de la vallée, le canal se révéla coûteux à entretenir. Après une crue catastrophique du Colorado qui entraîna la création de la Salton Sea, la Southern Pacific Transportation Company dépensa 3 millions de dollars entre 1906 et 1907 pour stabiliser la voie d'eau, mais cette dépense ne fut pas remboursée par le gouvernement fédéral. Même après la stabilisation, les disputes constantes avec les propriétaires terriens au Mexique rendaient l'utilisation du canal difficile.

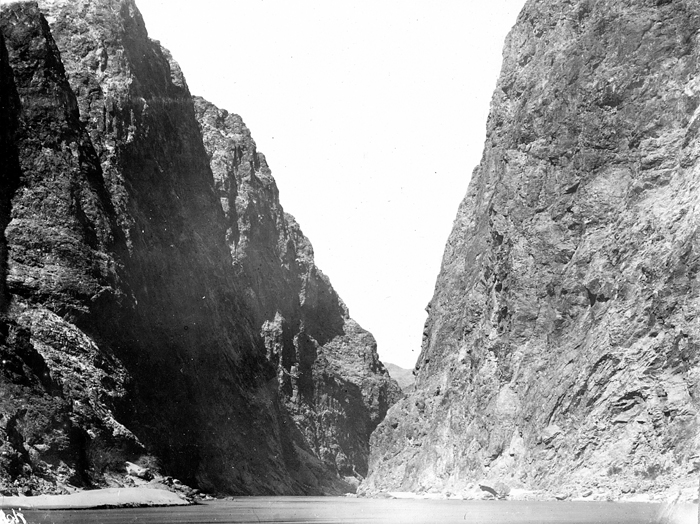
Le futur emplacement du barrage Hoover, vers 1904.

Avec l'amélioration des techniques de transport de l'électricité, le potentiel hydroélectrique du Bas-Colorado commença à devenir intéressant. En 1902, la Southern California Edison sonda la rivière dans l'espoir de pouvoir y construire un barrage en roche de 12 m capable de générer 7 500 kW. Cependant, les techniques de l'époque ne permettaient pas de transporter l'électricité au-delà de 130 km et il y avait peu de clients potentiels, principalement des mines, dans cette limite. Néanmoins, Edison autorisa l'achat de terrains aux meilleurs emplacements, dont celui du futur barrage Hoover.
Dans les années qui suivirent, le Bureau of Reclamation, connu sous le nom de Reclamation Service (en français, Société de mise en valeur) à cette époque, étudiait lui aussi les possibilités de construction sur le Bas-Colorado. Son directeur, Arthur Powell Davis, proposa de faire sauter les parois du Boulder Canyon, à 35 km au nord du futur site du barrage, à l'aide de dynamite,. Les débris auraient ensuite été charriés par le courant et un barrage aurait pu être construit avec ces gravats. En 1922, après plusieurs années d'études, le Reclamation Service rejeta le concept, exprimant des doutes sur le procédé utilisé et sur le fait qu'il permettrait de réaliser des économies.

### Planification et accords
En 1922, le Reclamation Service lança un appel d'offres pour la construction d'un barrage sur le Colorado permettant un contrôle des crues et la production hydroélectrique. Le rapport avait été rédigé par Davis et fut par la suite appelé contrat Fall-Davis, d'après le nom du secrétaire à l'Intérieur Albert Bacon Fall. Selon ce texte, la mise en valeur du Colorado était un problème fédéral, car le bassin du fleuve couvrait plusieurs États et le fleuve se prolongeait jusqu'au Mexique. Même si le rapport Fall-Davis prévoyait un barrage « sur ou à proximité du Boulder Canyon », le Reclamation Service (qui fut renommé Bureau of Reclamation l'année suivante) considérait que le canyon ne pouvait pas accueillir un barrage. Un des sites potentiels du Boulder Canyon était coupé en deux par une faille et deux autres étaient si étroits qu'il n'y avait pas assez de place pour construire un camp de construction à la base du canyon ou un déversoir. Le Service étudia le Black Canyon et trouva le site idéal : une voie de chemin de fer pouvait être construite depuis le nœud ferroviaire de Las Vegas jusqu'au site du barrage. Malgré ce changement de site, le projet de barrage fut nommé Boulder Canyon Project.
Concernant la question de la répartition de l'eau, les partisans du barrage craignaient des débats interminables. Un avocat du Colorado proposa que les sept États du bassin du Colorado (Californie, Nevada, Arizona, Utah, Nouveau Mexique, Colorado et Wyoming) forment un Interstate compact (accord entre États permettant de coordonner les actions publiques). Un tel accord était autorisé par l'article Ier de la Constitution des États-Unis, mais n'avait jamais été conclu entre plus de deux États. En 1922, les représentants de sept États rencontrèrent le secrétaire au Commerce Herbert Hoover. Les discussions s'enlisèrent jusqu'à ce que la décision Wyoming v. Colorado de la Cour suprême des États-Unis ne sape les revendications des États en amont du barrage. L'accord Colorado River Compact entre les sept États prévoyant la répartition de l'eau entre les États fut signé le 24 novembre 1922.
Les sénateurs californiens Phil Swing (en) et Hiram Johnson firent pression pour que le projet soit approuvé, mais les représentants d'autres États considéraient ce barrage comme excessivement cher et bénéficiant à la seule Californie. La crue du Mississippi de 1927 rendit les représentants du Midwest et du Sud plus favorables au projet. Le 13 mars 1928, le barrage de St. Francis près de Los Angeles s'effondra lors de sa mise en eau, causant une inondation qui tua plusieurs centaines de personnes. Comme il s'agissait d'un barrage voûte-poids, le type proposé pour le barrage du Black Canyon, les opposants au barrage s'inquiétaient pour la sécurité des riverains du Colorado. Le Congrès chargea une équipe d'ingénieurs de réétudier les plans du futur barrage. Celle-ci annonça que le projet était réalisable, mais avertissait qu'en cas de défaillance du barrage, chaque localité située en aval de l'ouvrage d'art serait détruite et que le fleuve pourrait changer de direction pour inonder la Salton Sea. L'équipe annonça que « pour éviter une telle possibilité, le futur barrage devrait être construit sur des bases conservatrices, voire ultra-conservatrices ».
Le 21 décembre 1928, le président Calvin Coolidge signa un décret autorisant la construction de l'édifice. Le Boulder Canyon Project accordait 165 millions de dollars pour le Hoover dam, l'Imperial Dam et le All-American Canal, un canal destiné à remplacer le canal de Beatty et situé entièrement sur le territoire américain. Ce décret permettait également au projet d'être mis en place lorsque six des sept États de l'Interstate Compact l'auraient approuvé. Cela fut fait avec la ratification de l'Utah, le 6 mars 1929 ; l'Arizona ne l'approuva qu'en 1944.

### Conception et appel d'offres

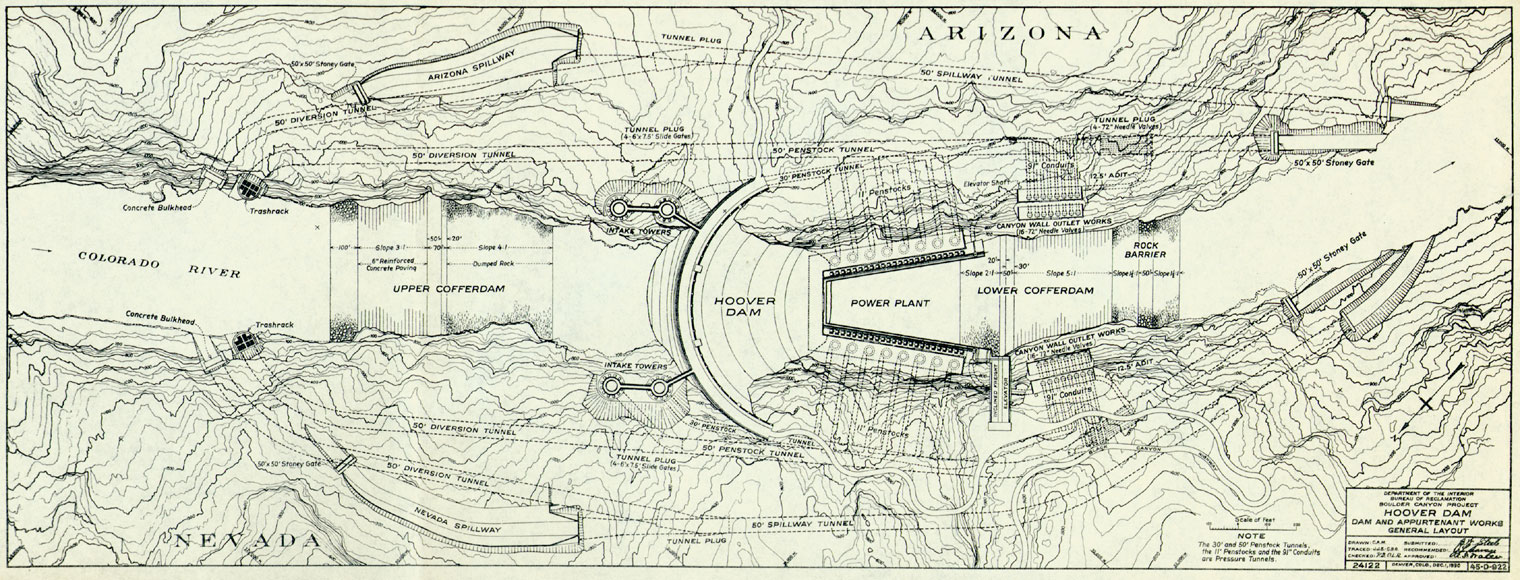
Plan du Hoover Dam.

Même avant que le Congrès n'ait approuvé le Boulder Canyon Project, le Bureau of Reclamation étudiait le type de barrage à réaliser. Les ingénieurs choisirent finalement un barrage massif de type voûte-poids imaginé par l'ingénieur en chef John L. Savage (en). Ce barrage monolithique a été conçu avec une base large (200 m) et un sommet fin (14 m) présentant une surface convexe face à l'eau derrière lui. La courbe du barrage permettant ainsi de transmettre le poids de l'eau vers les bords du barrage, ici les parois du canyon. Il était prévu de construire une autoroute reliant le Nevada à l'Arizona sur le sommet du barrage. Le Bureau livra les plans le 10 janvier 1931. Le barrage était décrit en détail à travers 100 pages de texte et 76 dessins. Une caution de 2 millions de dollars devait accompagner chaque enchère, le vainqueur devant ajouter 5 millions et achever le barrage en sept ans sous peine de pénalités de retard.
L'Utah Construction Company (en) se déclara intéressé par le projet mais ne disposait pas de suffisamment d'argent pour payer la caution. Même en s'alliant avec ses associés de longue date, Washington Group International (en) qui employaient Frank Crowe, une référence dans la construction de barrages, les fonds étaient insuffisants. Ils formèrent alors une coentreprise avec la Pacific Bridge Company de Portland dans l'Oregon, la Bechtel Corporation d'Henry John Kaiser basée à San Francisco en Californie, la MacDonald & Kahn Ltd. de Los Angeles et la J.F. Shea Company de Portland dans l'Oregon. L'association fut alors appelée Six Companies, Inc. (en) Il y eut trois offres pour la construction, et l'apport de Six Companies Inc. de 48 890 955 $ était le plus faible. La ville de Las Vegas avait fait pression pour être le quartier général de la construction du barrage, fermant les speakeasies (bars clandestins) lors de la visite du secrétaire à l'Intérieur Ray Lyman Wilbur. Cependant, Wilbur annonça au début de 1930 qu'une ville modèle serait construite dans le désert près du site du barrage, Boulder City. La construction de la voie ferrée entre Las Vegas et le site du barrage commença en septembre 1930.

## Construction

### Main-d'œuvre
Peu après l'autorisation du projet, de nombreux chômeurs convergèrent vers le sud du Nevada. Las Vegas, alors une ville de 5 000 habitants, vit arriver entre 10 000 et 20 000 chômeurs. Un camp gouvernemental avait été établi près du barrage pour les ingénieurs et les autres cadres, mais il fut rapidement entouré par un camp informel d'ouvriers. Connu sous le nom de McKeeversville, le camp servait d'abri pour les hommes cherchant du travail sur le chantier et leurs familles. Un autre camp établi sur les berges du Colorado fut officiellement nommé Williamsville, mais ses habitants l'appelaient Ragtown (ville en loques). Une fois la construction commencée, Six Companies, Inc. engagea un grand nombre d'ouvriers, 3 000 sur la liste du personnel en 1932 et jusqu'à 5 251 en juillet 1934. Une clause du contrat interdisait l'emploi de Chinois sur le chantier, et le nombre d'Afro-Américains employés par Six Companies, Inc. n'a jamais excédé la trentaine, souvent mal payés et victimes de ségrégation.

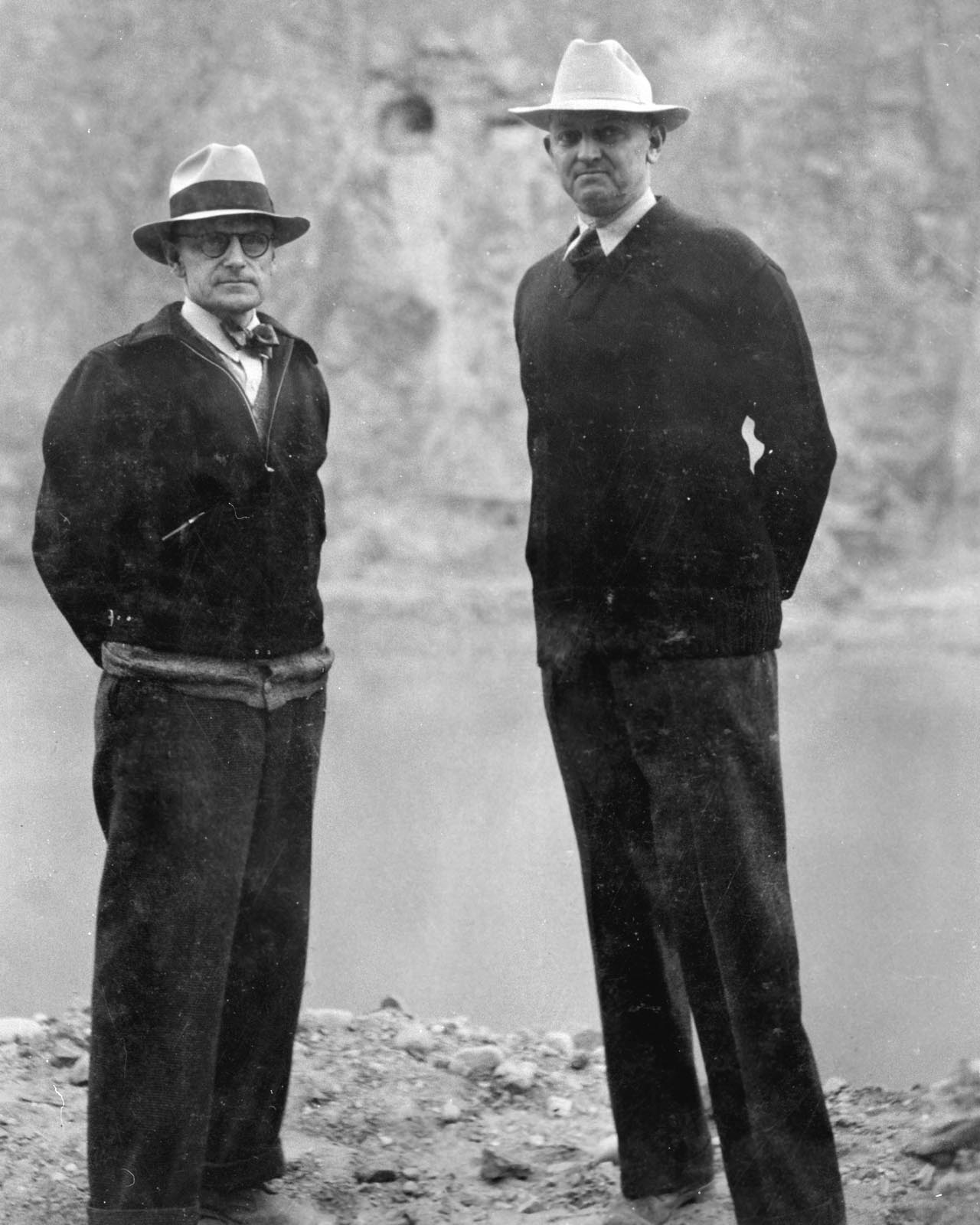
Le chef de travaux Frank Crowe (à droite) avec l'ingénieur du Bureau of Reclamation Walter Young en 1935.

D'après le contrat, Six Companies, Inc. devait construire la ville de Boulder City pour y loger ses ouvriers. Le calendrier initial prévoyait que Boulder City serait édifiée avant que le chantier du barrage ne commence, mais le président Hoover imposa que la construction du barrage démarre dès mars 1931 au lieu d'octobre. La compagnie construisit des dortoirs dans le canyon pour loger 480 ouvriers dans ce qui fut connu sous le nom de « River Camp ». Le logement des ouvriers avec familles ne fut pas pris en charge avant la construction de Boulder City et beaucoup d'entre eux s'implantèrent à Ragtown. Le site du barrage est situé dans une zone très aride, mais l'été 1931 fut particulièrement torride avec des températures moyennes en journée atteignant jusqu'à 48,8 °C. Seize ouvriers moururent d'hyperthermie entre le 25 juin et le 26 juillet.
Le syndicat IWW, bien qu'ayant perdu une part de sa puissance du début du siècle, espéra syndiquer les ouvriers de Six Companies, Inc. en jouant sur leur mécontentement. Il envoya onze représentants, dont plusieurs furent arrêtés par la police de Las Vegas. Le 7 août, la compagnie réduisit les salaires des ouvriers travaillant dans les tunnels. Bien que ceux-ci aient renvoyé les représentants de l'IWW, ils avaient formé un comité pour les représenter auprès de la direction. Ce comité réalisa une liste de demandes concernant les conditions de travail et les présenta à Crowe. Au matin du 9 août, Crowe leur signifia que les demandes avaient été rejetées et que tous les ouvriers des tunnels étaient licenciés. Les personnels avaient jusqu'à 17 h pour quitter les lieux. Inquiets d'un possible affrontement violent, la plupart des ouvriers prirent leur paye et partirent pour Las Vegas pour y attendre la résolution du conflit. Deux jours plus tard, la police ordonna aux ouvriers de quitter les lieux. Cependant, le 13 août, la compagnie commença à réembaucher les ouvriers licenciés et la grève s'arrêta progressivement. Aucune des demandes ne fut acceptée, mais la compagnie offrit la garantie qu'aucune autre réduction de salaire n'aurait lieu. Les conditions de vie s'améliorèrent progressivement avec le déplacement des ouvriers vers Boulder City à la fin de l'année 1931.
Une seconde grève eut lieu en juillet 1935, lorsqu'un responsable modifia les temps de travail pour forcer les ouvriers à prendre leur repas sur leur temps de pause. Lorsque Crowe annula la modification, les ouvriers firent de nouvelles demandes dont une hausse de 1 $ du salaire journalier. La compagnie accepta de demander une aide auprès du gouvernement fédéral, mais aucun fonds n'était disponible et la grève s'arrêta.

### Déviation du fleuve

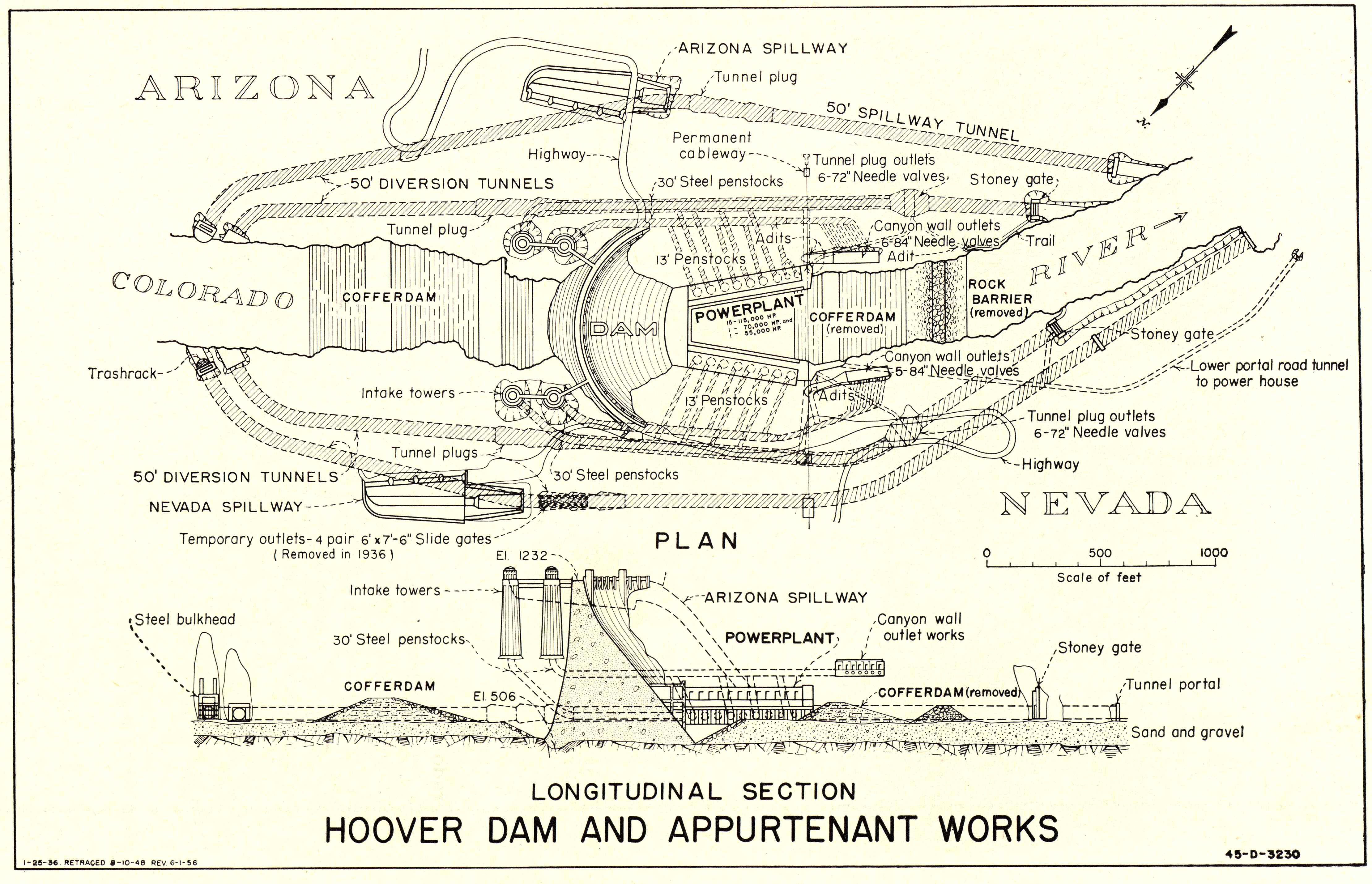
Schéma des systèmes internes du barrage dont les tunnels de déviation.

Avant de commencer la construction du barrage, il fallait dévier le Colorado à l'écart du site de construction. Pour cela, quatre tunnels de déviation furent creusés à travers les parois du canyon : deux du côté du Nevada et deux du côté de l'Arizona. Ceux-ci mesuraient 17 m (56 pieds) de diamètre et leur longueur combinée atteignait 5 km. Le contrat spécifiait que ces tunnels devaient être réalisés avant le 1er octobre 1933, avec des pénalités de 3 000 $ par jour de retard. Pour satisfaire cette exigence, Six Companies, Inc. devait creuser ces tunnels au début de l'année 1933, alors que le niveau de l'eau était suffisamment bas pour permettre un percement en sécurité.
Les travaux commencèrent en mai 1931 du côté du Nevada et, peu après, du côté de l'Arizona. En mars 1932, l'intérieur des tunnels fut recouvert de béton. La base des tunnels fut recouverte à l'aide d'un pont roulant progressant sur des rails. Des canons pneumatiques furent ensuite utilisés pour les flancs et le sommet des tunnels. La couche de béton mesurait 91,4 cm d'épaisseur (3 pieds), ce qui réduisit le diamètre du tunnel aux 50 pieds (15,2 m) prévus sur les plans dès 1922 . La rivière fut déviée dans les deux tunnels de l'Arizona (les tunnels du Nevada étaient gardés en réserve en cas de crue) le 13 novembre 1932. Cette déviation fut réalisée en faisant exploser un batardeau protégeant les tunnels de l'Arizona tout en précipitant les débris dans le cours d'eau naturel du Colorado.
Après la mise en service du barrage, les entrées et le centre des deux tunnels de dérivation extérieurs furent scellés avec d'énormes blocs de béton. La moitié en aval des tunnels à la suite des blocs de béton sont maintenant les deux tunnels principaux du déversoir.

### Fondations
Pour protéger le site de construction de la rivière Colorado et pour faciliter la dérivation de la rivière, deux batardeaux furent construits. Les travaux sur le batardeau supérieur commencèrent en septembre 1932, même si la rivière n'avait pas encore été déviée. Ces éléments furent conçus pour protéger le site où travaillaient 2 000 ouvriers d'un risque d'inondation et leur conception était au moins aussi précise que celle du barrage. Le batardeau supérieur mesurait 29 m de haut et 230 m à sa base (30 mètres de plus que la barrage lui-même à sa base) et représentait un volume de 500 000 m3 de matériaux.

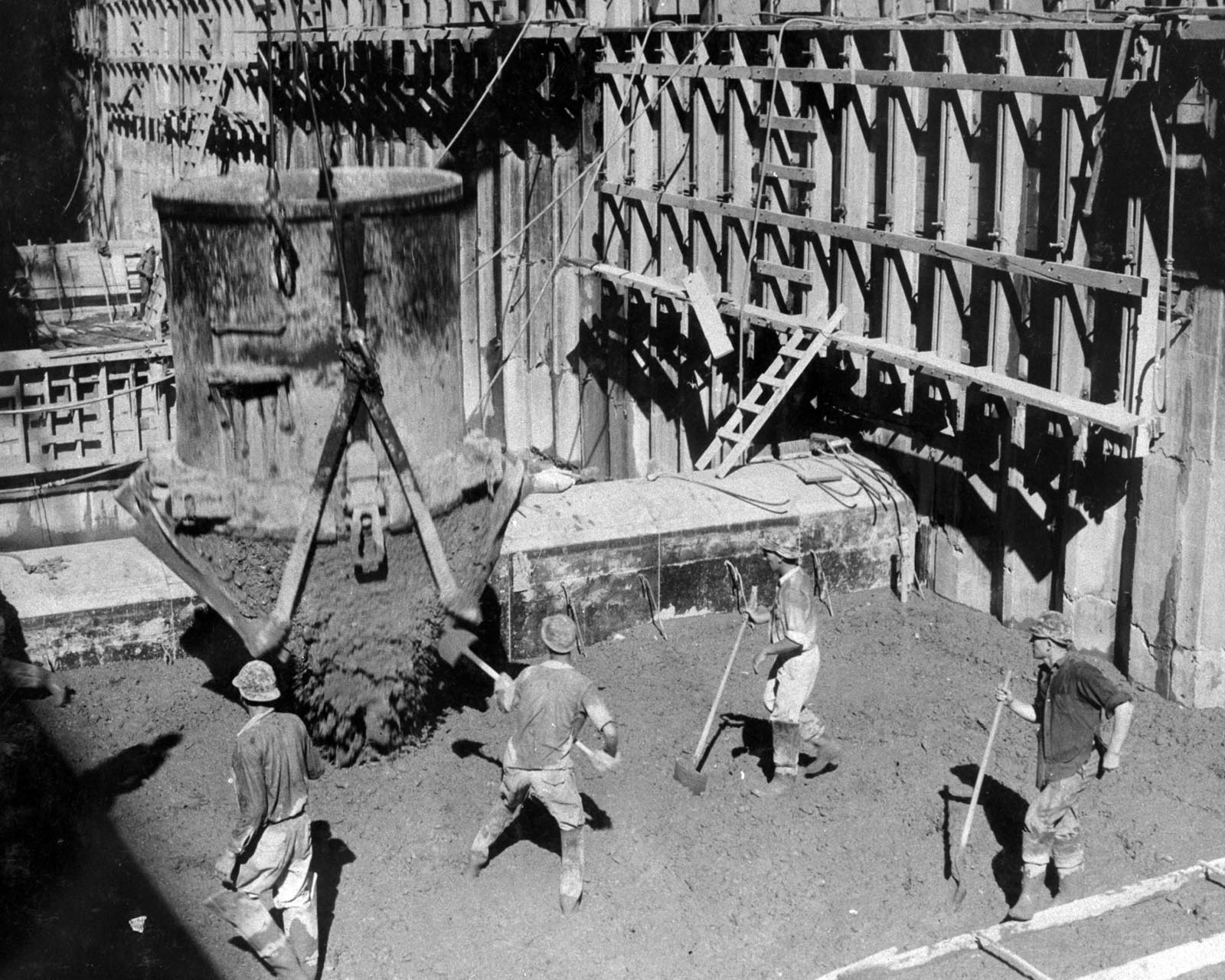
Réception d'un chargement de béton sur le barrage, le 27 septembre 1933.

Une fois les batardeaux construits et le site de construction asséché, les travaux d'excavation commencèrent. Pour faire reposer le barrage sur de la roche solide, il était nécessaire de retirer les sédiments et les autres matériaux rocailleux du lit de la rivière jusqu'au soubassement rocheux. Les travaux sur les fondations furent terminés en juin 1933. Au cours de cette excavation, approximativement 1 150 000 m3 de gravats furent retirés. Le barrage étant de type voûte-poids, les parois du canyon devaient supporter la pression de l'eau sur le barrage. Par conséquent, les parois furent creusées pour retirer la roche érodée qui pourrait laisser passer l'eau.
Les ouvriers devant retirer ces roches furent surnommés high-scalers. Tout en étant suspendus depuis le sommet du canyon avec des cordes, les high-scalers creusaient la roche avec des marteaux-piqueurs et de la dynamite. Les chutes d'objets ou de gravats étaient les causes principales d'accidents mortels sur les sites de barrages. Le travail des high-scalers permit de protéger la vie des travailleurs. L'un d'entre eux fut même capable de sauver une vie d'une manière directe : alors qu'un inspecteur gouvernemental avait perdu sa prise sur une ligne de vie, il fut rattrapé par un high-scaler qui put lui éviter une mort certaine. Le site de construction était donc devenu une attraction pour les touristes et les ouvriers n'hésitaient pas à se mettre en scène. Ces ouvriers reçurent une forte exposition médiatique et l'un d'entre eux fut surnommé le pendule humain lorsqu'il se balançait avec ses collègues (et parfois avec des caisses de dynamite) en travers du canyon. Pour se protéger des chutes d'objets, certains high-scalers portaient des casques faits en vêtements trempés dans du bitume pour les durcir. Lorsque les ouvriers portaient de telles coiffes, les chocs pouvaient casser une mâchoire, mais ne causaient pas de traumatismes crâniens. Par la suite, Six Companies, Inc. commanda des milliers de casques et recommanda leur utilisation.
Le lit rocheux fut renforcé avec du coulis de maçonnerie. Des trous d'une longueur de 46 m (150 pieds) furent percés dans les flancs à la base du canyon et toutes les cavités rencontrées furent remplies de coulis. Cela permettait de stabiliser la roche, d'empêcher d'éventuelles infiltrations sous le barrage et de limiter le gonflement de la roche dû aux infiltrations d'eau. Les ouvriers étaient soumis à de fortes contraintes de temps, car la construction du barrage ne pouvait pas commencer avant la fin de leur travail. Lorsque des sources chaudes ou des cavités trop importantes pour être comblées étaient découvertes, les ouvriers passaient aux cavités suivantes sans résoudre le problème. 58 des 393 forages furent incomplètement remplis. Après la construction du barrage, le lac de retenue commença à se former, ce qui entraîna l'apparition de nombreuses fuites dans le barrage. Le Bureau fut saisi et mena une enquête qui démontra que la mauvaise connaissance de la géologie du canyon avait entraîné une mauvaise réalisation des travaux. De nouveaux forages furent réalisés dans le sol rocheux sous le barrage à partir des galeries d'inspection. Il fallut neuf ans de travaux (1938-1947) relativement secrets pour terminer la consolidation optimale des fondations de l'ouvrage avec du coulis.

### Béton

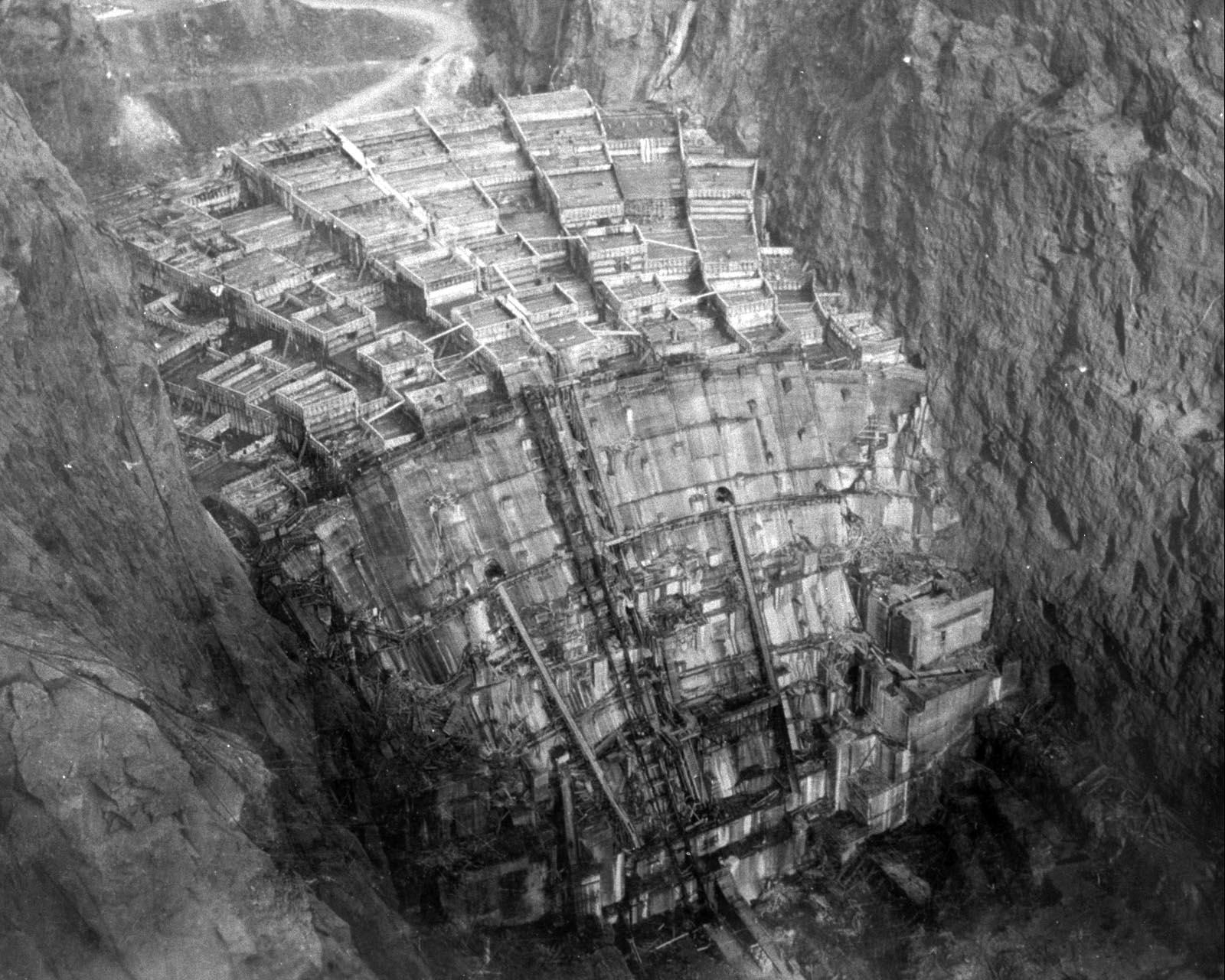
Le barrage en février 1934. On remarque les différentes sections qui s'élèvent indépendamment les unes des autres.

La première coulée de béton eut lieu le 6 juin 1933, 18 mois en avance par rapport au calendrier initial. Comme le béton chauffe et se contracte lors de sa prise, le risque de refroidissement irrégulier posait un sérieux problème. Les ingénieurs du Bureau of Reclamation calculèrent que, si le barrage était construit en une seule fois, il faudrait 125 ans pour que tout le béton se solidifie et les contraintes entraîneraient la désintégration de l'ouvrage. Pour éviter une telle catastrophe, les fondations du barrage furent divisées en sections rectangulaires où le béton était versé parfois par coulées de 25 m3. Tous les 1,50 m, on installait une série de tubes en acier de 25 mm de diamètre où circulait l'eau fraîche de la rivière, puis de l'eau refroidie par une usine de réfrigération. Une fois que les sections avaient pris et cessé de se contracter, les canalisations étaient remplies de coulis. Le coulis était également utilisé pour combler les espaces entre les sections de béton, lesquelles étaient rainurées pour accroître la résistance des jonctions.
Le béton était livré dans d'énormes seaux de 2,3 m de hauteur et de diamètre, pour lesquels Crowe avait déposé deux brevets pour leur conception. La production de béton s'effectuait dans deux usines du côté du Nevada et les seaux qui pesaient 18 t une fois remplis étaient acheminés sur le site dans des wagons spéciaux. Un système de câbles permettait d'amener les seaux à l'endroit voulu. Comme le taux de granulats variait suivant l'emplacement sur le barrage (depuis du gravier jusqu'à des blocs de 230 mm), il était indispensable de positionner les seaux au-dessus de la bonne section. Une fois que les 6,1 m3 de béton étaient coulés, une équipe d'ouvriers le répartissait. Il existe des légendes urbaines selon lesquelles des ouvriers ont été pris dans la coulée et sont toujours enterrés dans le barrage. Néanmoins, chaque coulée n'augmentait le niveau que de quelques centimètres et les ingénieurs n'auraient jamais toléré une faiblesse dans la structure liée à la présence d'un corps humain.
Un total de 2 480 000 m3 de béton furent utilisés dans la construction du barrage, jusqu'à la dernière coulée, en mai 1935. De plus, 850 000 m3 ont été nécessaires à la construction des centrales électriques et des autres ouvrages. Plus de 937 km de tuyaux furent posés dans le béton. Tout compris, le volume de béton utilisé pour le projet permettrait de réaliser une autoroute à deux voies de San Francisco à New York. Des échantillons du cœur du barrage furent retirés et testés en 1995 : ils montrèrent que le « béton du Hoover Dam a continué à lentement gagner en résistance » et que le barrage était constitué d'un « béton durable dont la résistance en compression dépasse la valeur communément obtenue dans une masse de béton ». Le béton du Hoover Dam n'est pas sujet à la réaction sulfatique interne liée à une réaction chimique entre ses différents composants qui a fragilisé le béton d'autres barrages.

### Inauguration

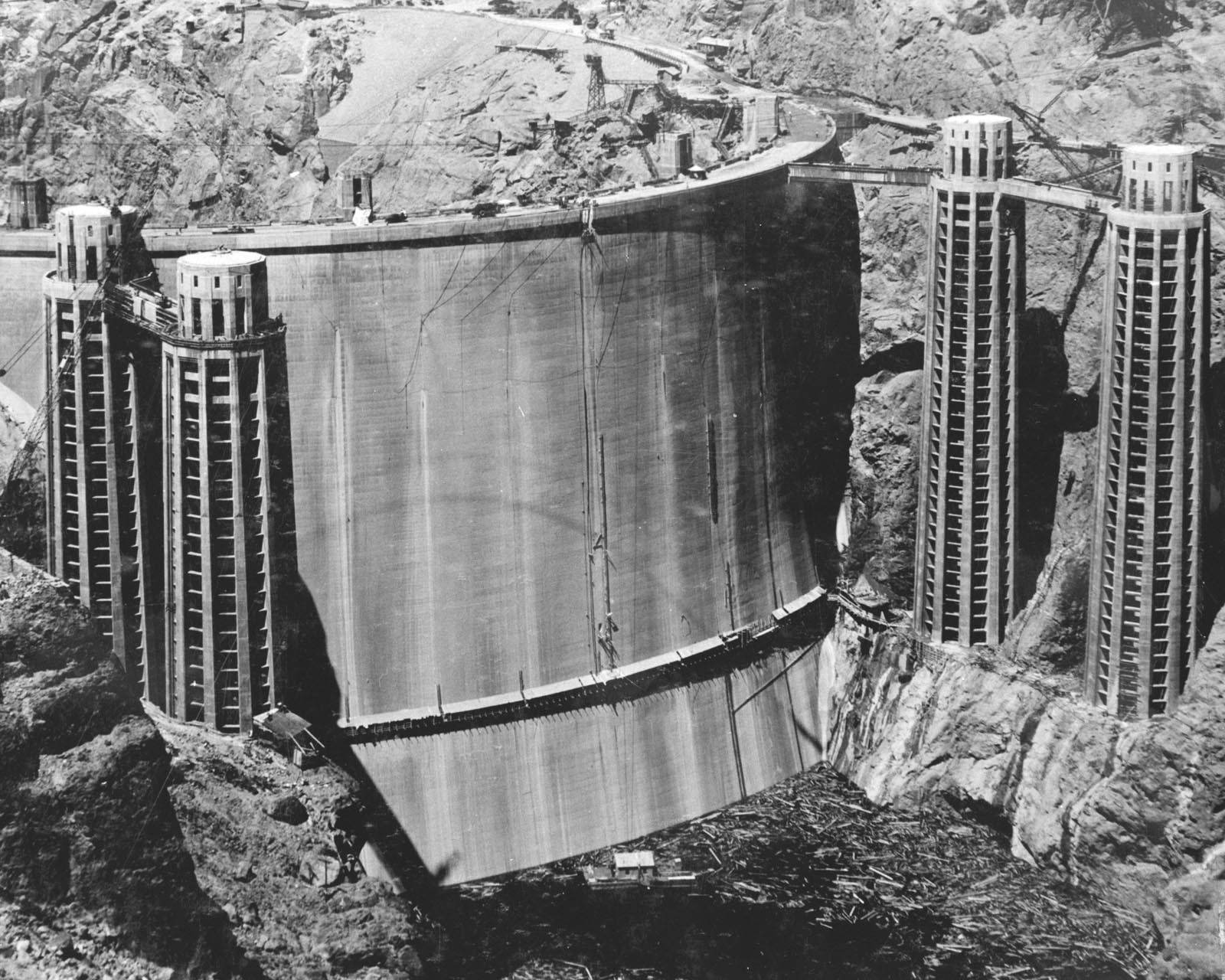
La face amont du barrage en mai 1935. La prise de l'eau destinée aux turbines sera faite dans les quatre tours.

L'essentiel des travaux sur le barrage proprement dit étant terminés (la centrale électrique n'étant pas encore achevée), une cérémonie officielle fut réalisée le 30 septembre 1935 pour coïncider avec une visite du président Franklin D. Roosevelt dans l'Ouest du pays. Le matin même, la cérémonie fut avancée de 14 heures, heure des Rocheuses, à 11 heures, car le secrétaire à l'Intérieur Harold L. Ickes avait réservé un créneau radio pour le président pour 14 heures ; mais les officiels ne réalisèrent que le jour de la cérémonie que le créneau était à 14 heures, heure de la côte est. Malgré ce changement de dernière minute et la température de 39 °C, 10 000 personnes assistèrent au discours du président, dans lequel il évita de prononcer le nom de son prédécesseur, Herbert Hoover qui n'était d'ailleurs pas invité à la cérémonie. Pour commémorer l'événement, le Département des Postes des États-Unis émit un timbre de trois cents portant le nom de Boulder Dam, nom officiel du barrage de 1933 à 1947. Après la cérémonie, Roosevelt réalisa la première visite présidentielle de la ville de Las Vegas.
La plus grande partie des travaux avait été réalisée pour la cérémonie et Six Companies, Inc. négocia avec le gouvernement jusqu'au début de l'année 1936 pour régler les derniers litiges et préparer le transfert officiel du barrage au Gouvernement fédéral. L'accord final fut signé le 1er mars 1936. Six Companies, Inc. fut dispensé d'achever les travaux sur un bloc de béton dans l'un des tunnels de dérivation, car ce dernier servait pour l'irrigation jusqu'à la mise en service de la centrale électrique.

### Morts sur le chantier

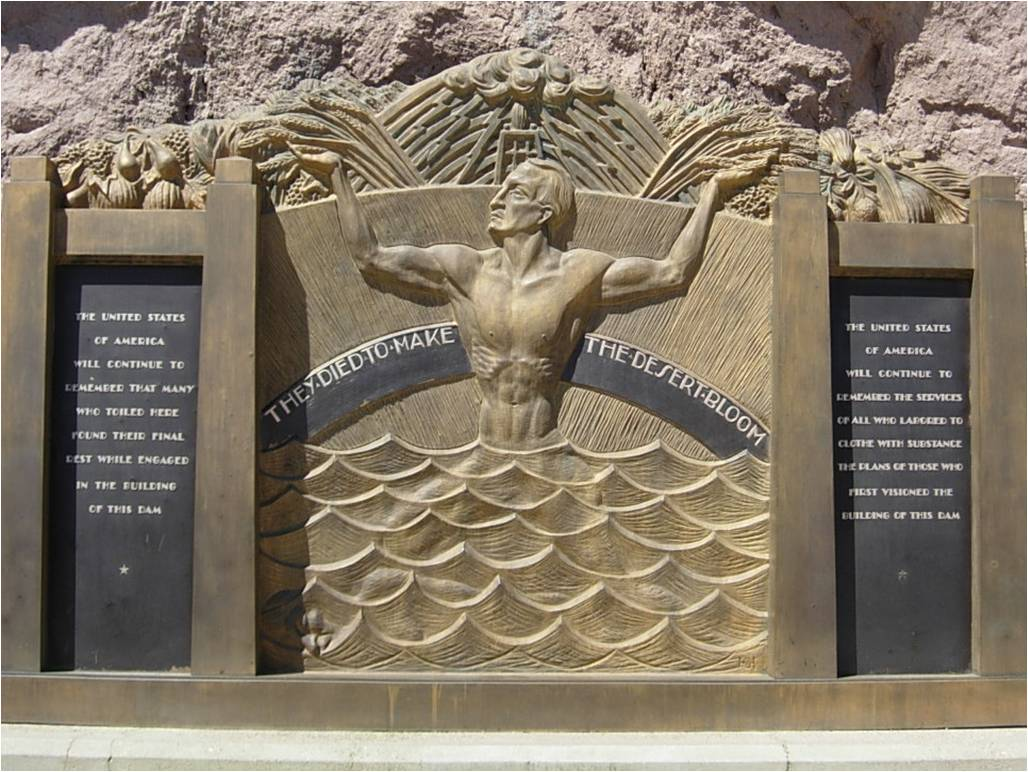
Le mémorial d'Oskar Hansen portant l'inscription Ils sont morts pour faire fleurir le désert.

On compte  112 morts liés à la construction du barrage. Ce chiffre inclut la mort de J. G. Tierney, un inspecteur qui se noya le 20 décembre 1921 en cherchant le meilleur emplacement pour construire le barrage. Il est généralement considéré comme le premier homme à mourir durant la construction de l'ouvrage. Son fils, Patrick W. Tierney, un aide-électricien, fut le dernier homme à mourir, 13 ans jour pour jour après son père en chutant d'une des tours de captation d'eau du côté du Colorado. Sur les  112 victimes, 91 étaient employés de Six Companies, Inc., trois étaient membres du Bureau of Reclamation, l'un d'entre eux était un visiteur et les autres étaient employés par des sous-traitants de Six Companies, Inc. On déplora également trois suicides d'ouvriers (un en 1932 et deux en 1933)
Les morts liées à des pneumonies n'ont pas été pris en compte. Les ouvriers ont avancé que ce diagnostic servait à masquer la mortalité liée aux intoxications au monoxyde de carbone produites par les équipements thermiques utilisés dans les tunnels de dérivation. Les proches de ces victimes ne percevaient aucune indemnisation de la part de Six Companies, Inc. Ces tunnels dont la température pouvait atteindre les 60 °C étaient fréquemment remplis d'épaisses volutes de gaz d'échappement. On recense 42 cas de pneumonie mortelle ; aucune d'entre elles ne fut listée comme étant liée à une intoxication. Dans le même temps, aucune mort liée à une pneumonie ne fut recensée lors de la construction de Boulder City.

### Style architectural

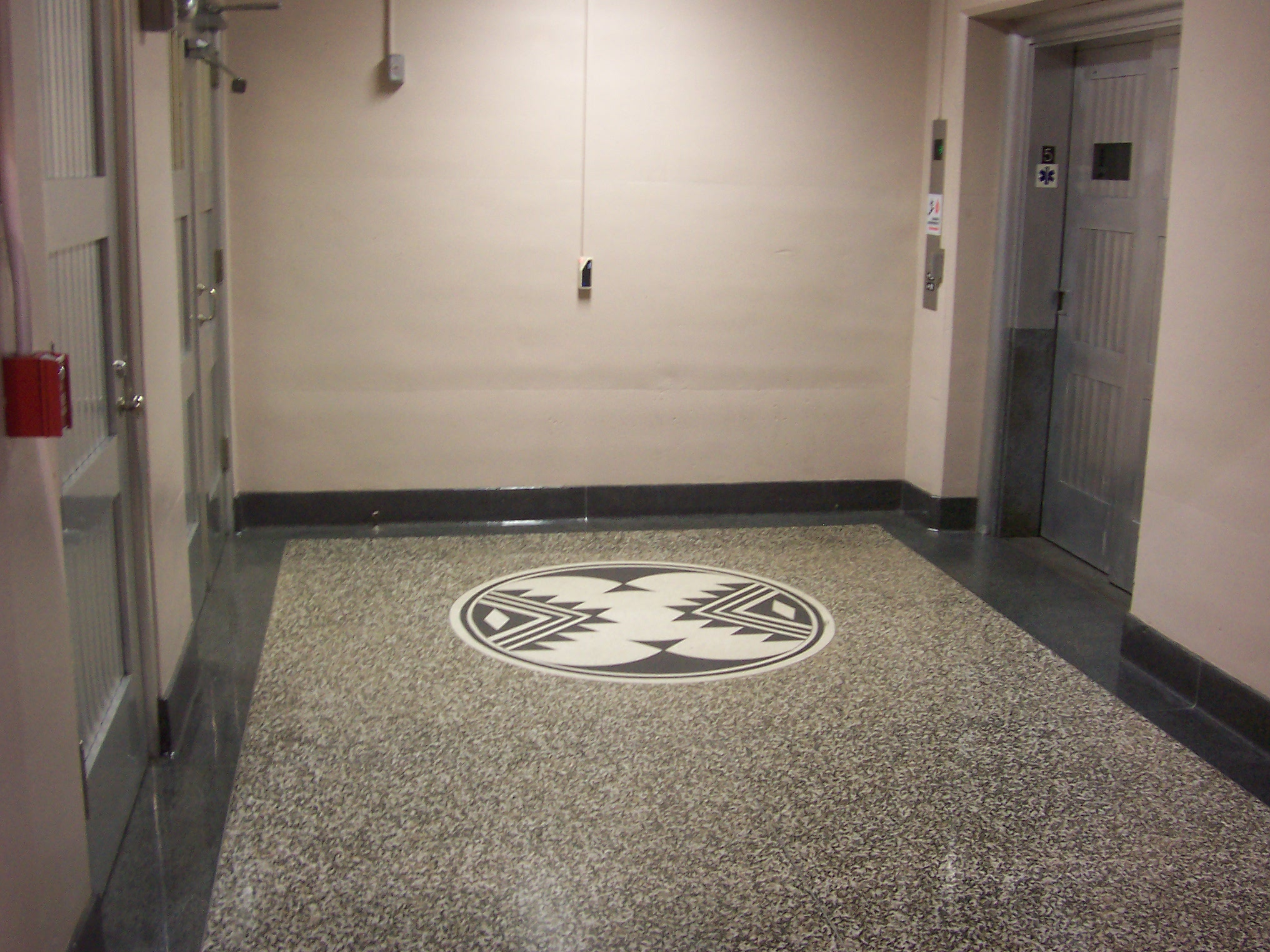
L'un des motifs créés par Allen Tupper True.

Les plans initiaux pour la façade du barrage, la centrale électrique, les canalisations de sortie et les ornements contrastaient avec l'apparence moderne d'un barrage voûte. Le Bureau of Reclamation, plus soucieux de sa fonctionnalité, l'orna d'un balustre inspiré du style gothique et de statues d'aigles. Ce design initial fut critiqué, car trop simple et banal pour un projet d'une telle envergure. Un architecte de Los Angeles, Gordon Kaufmann (en), alors responsable de l'architecture au Bureau, fut chargé de redessiner les extérieurs. Kaufmann donna une forme beaucoup plus carénée au design et choisit le style art déco pour l'ensemble du projet. Les tours sculptées d'entrée d'eau furent conçues pour s'élever sans heurts au-dessus du réservoir et une horloge affiche l'heure sur l'une des tours du Nevada et une autre sur une des tours du Colorado (les deux États ne sont pas sur le même fuseau horaire, mais comme le Colorado n'applique pas l'heure d'hiver et l'heure d'été, les deux horloges indiquent la même heure la moitié de l'année).
À la demande de Kaufmann, l'artiste de Denver Allen Tupper True (en) fut chargé de concevoir le design et la décoration des murs et des sols du nouveau barrage. Ce dernier incorpora des motifs des tribus Navajos et Pueblos vivant dans la région. Malgré une opposition initiale, True, assisté du National Laboratory of Anthropology, rechercha des motifs décoratifs dans les peintures, les textiles, les panières et les céramiques amérindiennes. Les images et les couleurs sont basées sur les visions amérindiennes de la pluie, des éclairs, de l'eau, des nuages et des animaux locaux comme les lézards, les serpents, les oiseaux et sur les paysages du Sud-Ouest des États-Unis. Dans ces travaux qui sont placés dans les allées et les halls intérieurs du barrage, l'intégration de la machinerie permet également de rendre ces symboles à la fois anciens et modernes.

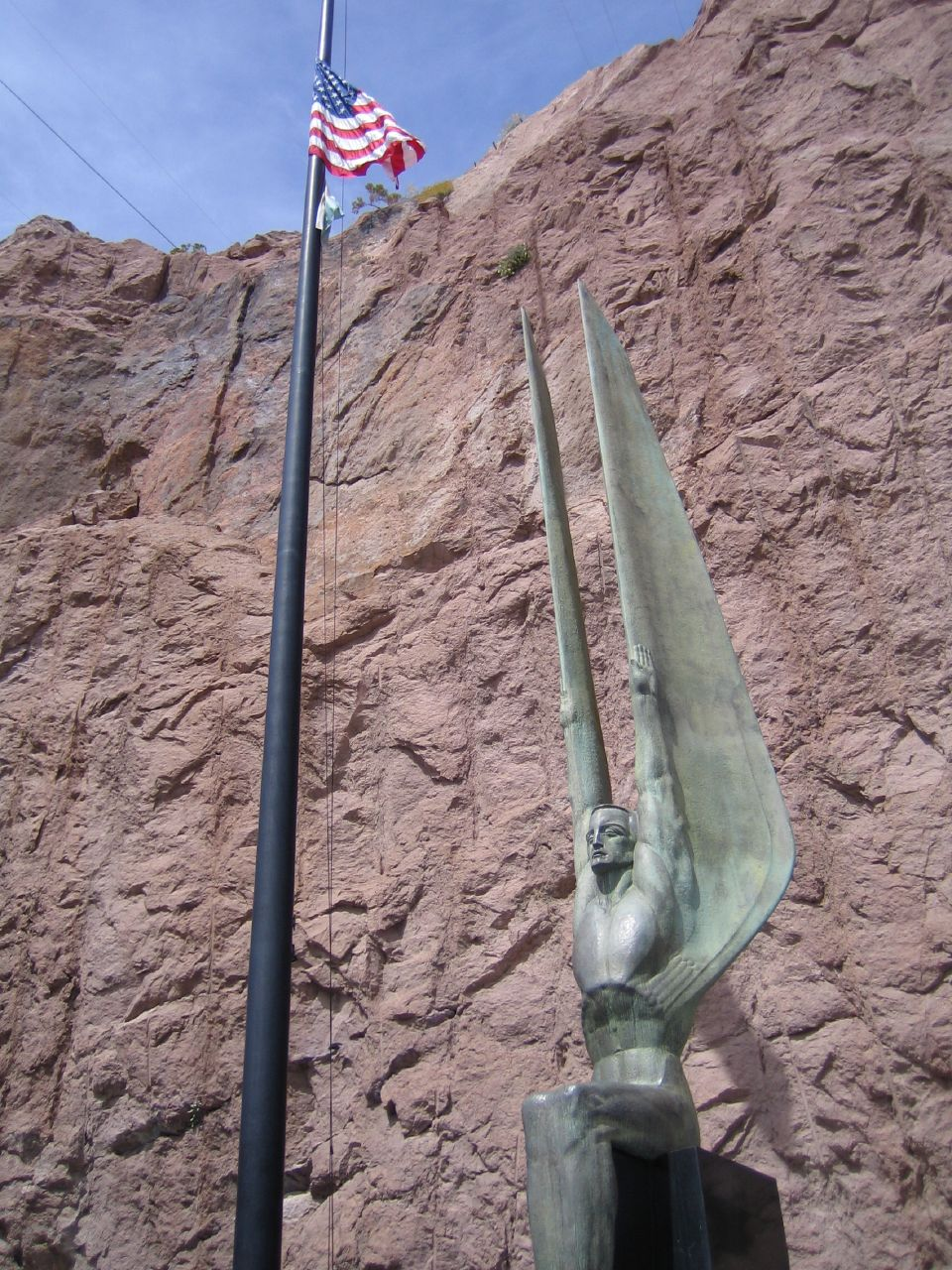
L'une des statues en bronze réalisées par Hansen.

Avec l'accord de Kaufmann et des ingénieurs, True mit en place un système innovant de couleurs pour les canalisations et les machines qui furent utilisées dans tous les projets du Bureau. Le travail de conseiller artistique de True continua jusqu'en 1942 et il participa au design des barrages Parker, Shasta et Grand Coulee.
En complément des travaux de Kaufmann et de True, le sculpteur norvégien naturalisé américain Oskar J. W. Hansen (en) dessina de nombreuses sculptures sur et autour du barrage. Son travail inclut le monument situé sur la place du Dévouement, une plaque rappelant les morts liées à la construction et des bas-reliefs sur les tours. Selon ses propres mots, Hansen voulait que son travail exprime « le calme immuable de la résolution intellectuelle et l'énorme pouvoir de la force physique trônant paisiblement en parts égales sur le triomphe de l'accomplissement scientifique », car « l'ouvrage du Hoover Dam appartient à l'épopée des audacieux ». La place du Dévouement de Hansen, sur le contrefort du Nevada, contient deux sculptures d'une figure ailée flanquée d'un drapeau. Sur la terrasse à la base du monument, on trouve une carte astronomique qui représente le ciel de l'hémisphère nord tel qu'il était lors du discours inaugural du président Roosevelt. Celle-ci est conçue pour permettre à de futurs astronomes de calculer, si nécessaire, la date de l'inauguration,. Les statues en bronze de 3 mètres de haut, surnommées Symboles ailés de la République, ont été créées à partir de la même coulée. Pour positionner de tels éléments en bronze sans abîmer leur surface délicatement polie, les statues furent placées sur des blocs de glace avant d'être mises en place lors de leur fonte. Le bas-relief de Hansen sur l'ascenseur du Nevada représente les bénéfices du barrage : le contrôle des crues, la navigation, l'irrigation, le stockage de l'eau et la production d'énergie. Sur celui de l'Arizona, il a représenté selon ses propres mots « les visages de ces tribus indiennes qui ont habité ces montagnes et ces plaines depuis des temps immémoriaux ».

## Fonctionnement

### Énergie et demande en eau

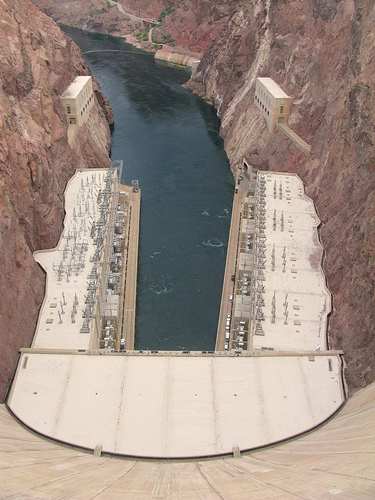
La centrale électrique vue depuis le sommet du barrage.

Les excavations pour la centrale électrique furent menées simultanément à celles des fondations du barrage. Une structure en forme de U fut créée au pied du barrage et l'excavation fut terminée à la fin de l'année 1933. Le remplissage du lac Mead commença en février 1935 avant même la fin de la pose du béton qui s'acheva en mai. La centrale était l'un des éléments inachevé au moment de l'inauguration le 30 septembre 1935 et une équipe de  500 ouvriers continua la construction des autres structures après la cérémonie. Pour rendre le toit de la centrale résistant aux bombes, celui-ci est constitué de plusieurs épaisseurs de béton, de roche et d'acier sur une épaisseur de 1,1 mètre et d'autres couches de sable et de bitume.

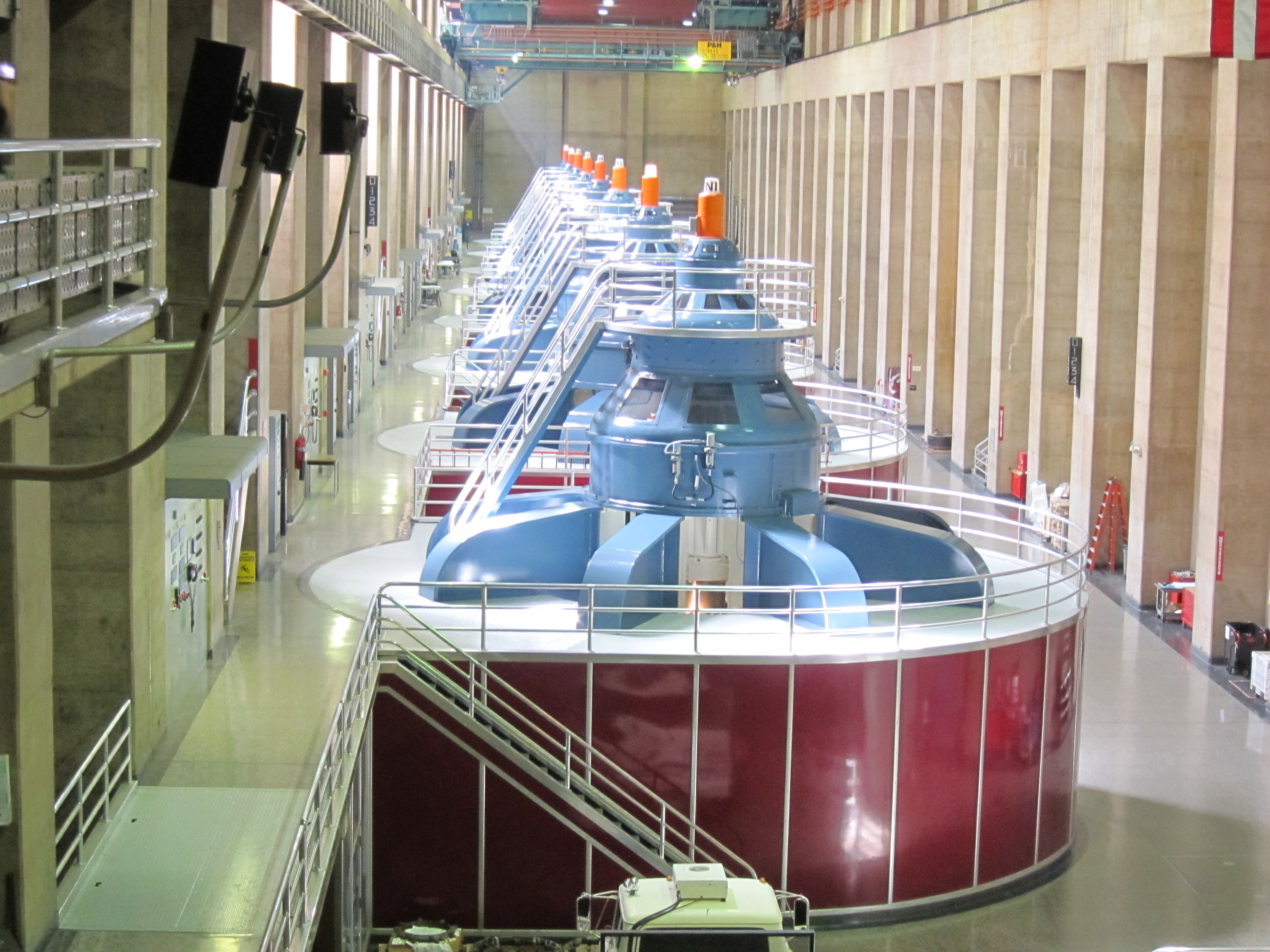
Les générateurs côté Nevada.

Dans la seconde moitié de l'année 1936, le niveau d'eau dans le lac Mead atteignit un niveau suffisant pour permettre la production d'énergie et les trois premiers générateurs électriques, tous du côté du Nevada, commencèrent à fonctionner. En mars 1937, un autre générateur fut installé du côté du Nevada et le premier générateur en Arizona le fut en août. En septembre 1939, quatre autres turbines furent mises en place et le barrage devint la plus puissante installation hydroélectrique au monde. Le dernier générateur, installé en 1961, porta la capacité totale à 1 345 MW,. Les plans initiaux prévoyaient l'installation de 16 générateurs, huit de chaque côté de la rivière, mais deux petits générateurs furent implantés en remplacement d'un plus gros du côté de l'Arizona. Ces plus petits générateurs étaient utilisés pour alimenter de petites municipalités à une époque où la puissance de sortie de chaque turbine était destinée à une seule municipalité. À présent, la puissance du barrage est placée sur le réseau et arbitrairement distribuée. Le contrat actuel pour la vente de l'électricité est en vigueur depuis le premier octobre 2017.
Avant que l'eau du lac Mead n'atteigne les turbines, elle entre dans les tours d'adduction et emprunte quatre conduites forcées qui acheminent l'eau jusqu'à la centrale électrique. Le dénivelé maximal est de 180 m, ce qui amène l'eau à une vitesse de 140 km/h. La totalité du Colorado passe à travers les turbines Francis, car les déversoirs ou les vannes de secours sont rarement utilisés. Les vannes de secours, situées dans des structures bétonnées de 55 m au-dessus du niveau de la rivière peuvent être utilisées pour dévier l'eau autour du barrage en cas d'urgence ou de crue, mais n'ont encore jamais été utilisées dans ces conditions. En pratique, elles servent à collecter l'eau des conduites forcées pour la maintenance de celles-ci. À la suite d'une modernisation dans les années 1980-90, la puissance du barrage est portée de 1 335 à 2 080 MW, soit environ 2 GW. La production maximale annuelle d'énergie a été réalisée en 1984 avec 10 348 GWh (ou 10,3 TWh) et la production minimale depuis 1940 eut lieu en 1956 avec 2 648 GWh,. Néanmoins, la production moyenne est de 4 200 GWh par an sur la période 1947-2008.
| Type            | Puissance [MW]           | Nombre                   | Commentaires                                                        |
| --------------- | ------------------------ | ------------------------ | ------------------------------------------------------------------- |
| Turbine Francis | 130                      | 13                       | Puissance à la suite des rénovations effectuées entre 1986 et 1993. |
| Turbine Francis | 127                      | 2                        | Puissance à la suite des rénovations effectuées entre 1986 et 1993. |
| Turbine Francis | 68,5                     | 1                        | Puissance à la suite des rénovations effectuées entre 1986 et 1993. |
| Turbine Francis | 61,5                     | 1                        | Puissance à la suite des rénovations effectuées entre 1986 et 1993. |
| Turbine Pelton  | 2,4                      | 2                        | Utilisées pour les besoins propres du barrage.                      |
| Total           | 2 078,8 MW (19 turbines) | 2 078,8 MW (19 turbines) | 2 078,8 MW (19 turbines)                                            |

Le contrôle de l'eau était le principal argument pour la construction du barrage. La production d'énergie a permis au barrage de s'autofinancer : les recettes issues de la vente de l'électricité remboursèrent le prêt de 50 ans et financent les nombreuses dépenses de maintenance du barrage. L'électricité n'est générée qu'en relâchant de l'eau en réponse à des demandes en eau issues de l'aval. Le lac Mead et les largages en aval du barrage fournissent de l'eau pour l'irrigation et l'usage domestique de près de 8 millions de personnes en Arizona, au Nevada et en Californie. Une partie de l'eau termine dans le All-American Canal (en) et permet l'irrigation de plus de 400 000 ha de terres cultivables.

### Déversoirs

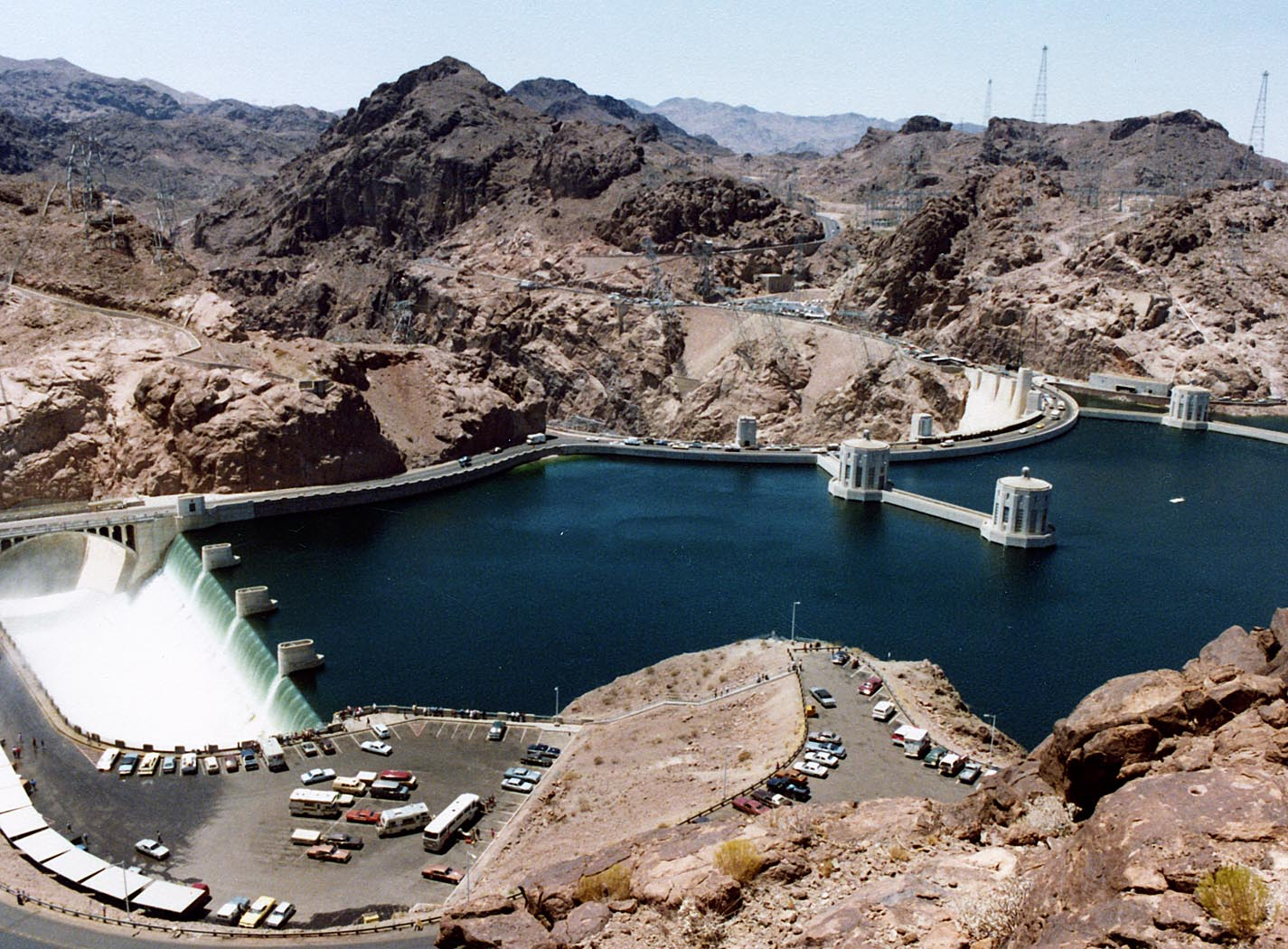
L'eau pénètre dans le déversoir de l'Arizona durant la crue de 1983.

Le barrage est protégé contre le débordement par deux déversoirs. Leurs entrées, situées derrière le barrage, sont constituées de quatre portes rotatives en acier de 30 m de long et 4,9 m de haut. Chacun de ces seuils pèse 2 300 tonnes et peut être contrôlé manuellement ou automatiquement. Les portes sont levées ou abaissées suivant le niveau d'eau dans le réservoir et les risques de crues. Les portes ne peuvent pas empêcher l'eau d'entrer dans les déversoirs, mais aident à maintenir une hauteur supplémentaire de 4,9 m du niveau du réservoir.
Lorsque l'eau pénètre dans le déversoir, elle emprunte un tunnel de 180 m de long et 15 de large, qui rejoint les autres tunnels de déviation avant de se déverser dans la rivière, en aval du barrage. Cette entrée complexe du déversoir et la chute de 210 m jusqu'à la rivière ont posé de nombreux problèmes aux ingénieurs. La capacité de 5 700 m3/s fut expérimentalement vérifiée lors de tests en 1941.
Les tunnels des déversoirs n'ont été utilisés que deux fois : lors des tests de 1941 et des crues de 1983. À chaque fois, les inspections des tunnels révélèrent d'importants dégâts dans le revêtement de béton et sur la roche en dessous. Les dégâts de 1941 furent attribués à un léger désalignement de la base du tunnel qui causa de la cavitation, un phénomène se produisant dans des liquides soumis à un rapide écoulement dans lesquels des bulles de gaz implosent de manière explosive. En réponse à cette découverte, les tunnels furent renforcés avec un béton à haute résistance et la surface du béton fut minutieusement polie. Les déversoirs furent modifiés en 1947 pour essayer d'éliminer le risque de cavitation. Les dégâts de 1983, eux aussi liés à la cavitation, menèrent à l'installation d'aérateurs. Des tests au barrage de Grand Coulee montrèrent que cette technique fonctionnait en théorie.

### Tourisme

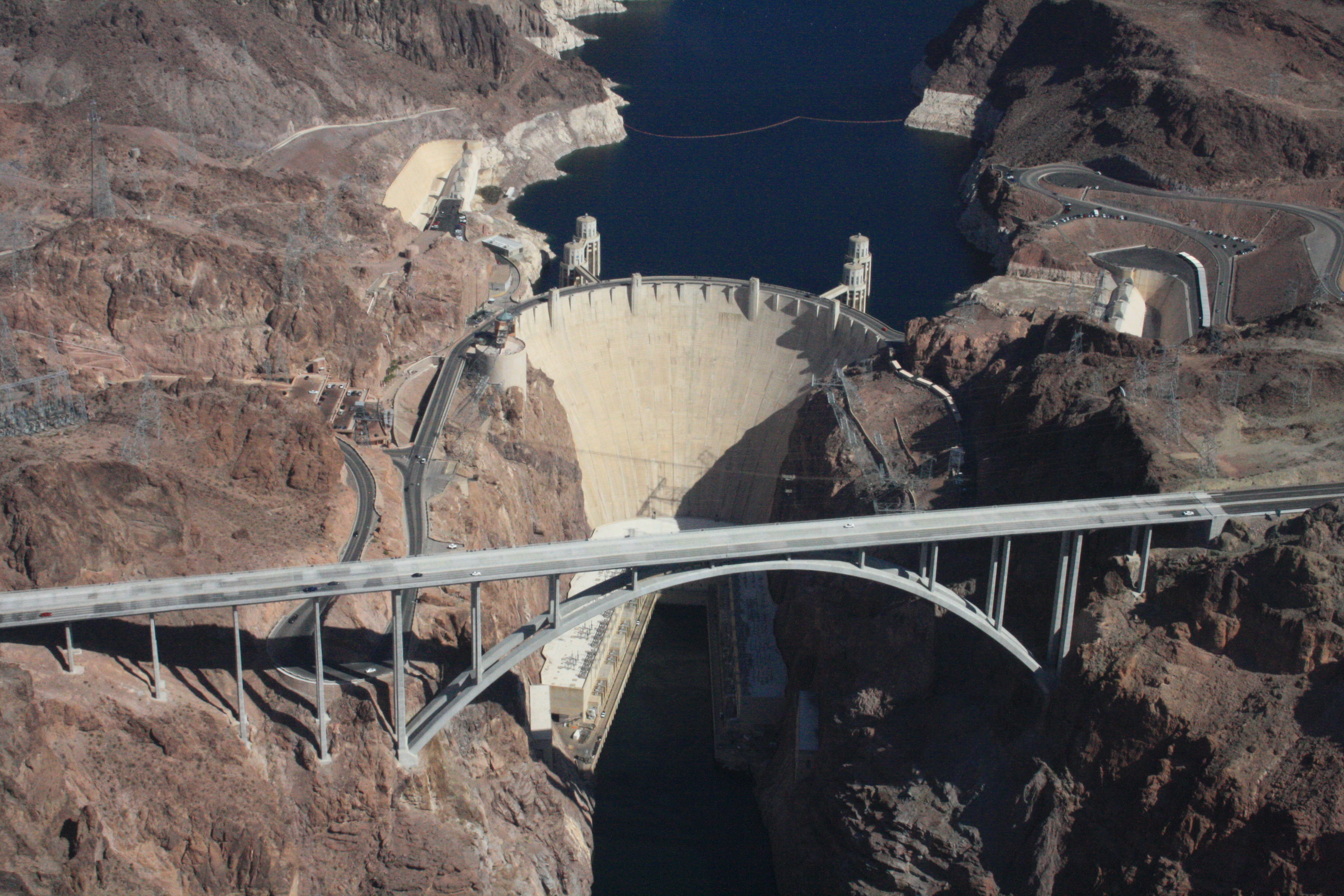
Vue du Hoover Dam Bypass avec le barrage au second plan.

Il existe deux voies destinées au trafic routier au sommet du barrage qui permettaient à l'autoroute 93 de franchir le Colorado. À la suite des attentats du 11 septembre 2001, les autorités s'inquiétèrent du risque terroriste inhérent à cette configuration et le projet du Hoover Dam Bypass fut lancé. En attendant l'achèvement de ce pont, le trafic fut réduit sur le barrage. Certains types de véhicules, semi-remorques et bus, étaient inspectés avant la traversée. Les camions de plus de 12 m n'étaient pas autorisés à franchir le barrage. Les quatre voies du Mike O'Callaghan-Pat Tillman Memorial Bridge ouvrirent le 19 octobre 2010. Son nom est une référence double à un ancien gouverneur du Nevada et à un joueur de football américain mort en Afghanistan après avoir rejoint l'armée et renoncé à une brillante carrière sportive. Construite 460 m en aval du barrage, son arche unique de 323 m en fait l'un des plus hauts ponts du monde, surplombant le Colorado à une hauteur de 280 m. Avec l'ouverture du pont, le trafic sur le barrage a été interdit, mais les touristes peuvent utiliser la chaussée existante.
Le Hoover Dam fut ouvert aux voyages touristiques après son achèvement en 1937, mais, après l'entrée en guerre des États-Unis, les visites furent suspendues et les véhicules autorisés ne pouvaient franchir le barrage qu'en convoi. Sa réouverture eut lieu avec la fin de la guerre, le 2 septembre 1945 et, en 1953, le nombre de visiteurs atteignait 448 081 personnes. Le barrage fut fermé le 25 novembre 1963 et le 31 mars 1969, jours de deuil en souvenir des présidents Kennedy et Eisenhower. En 1995, un nouveau centre pour les visiteurs fut inauguré et, l'année suivante, le nombre de visiteurs dépassa le million. Le barrage fut à nouveau fermé après le 11 septembre 2001 et les visites ne reprirent qu'en décembre. Aujourd'hui, près d'un million de visiteurs par an assistent aux visites organisées par le Bureau of Reclamation. Cependant, l'accroissement des mesures de sécurité interdit la visite de l'intérieur de l'ouvrage et les ornements de True ne sont donc plus visibles par le public.

## Impact environnemental

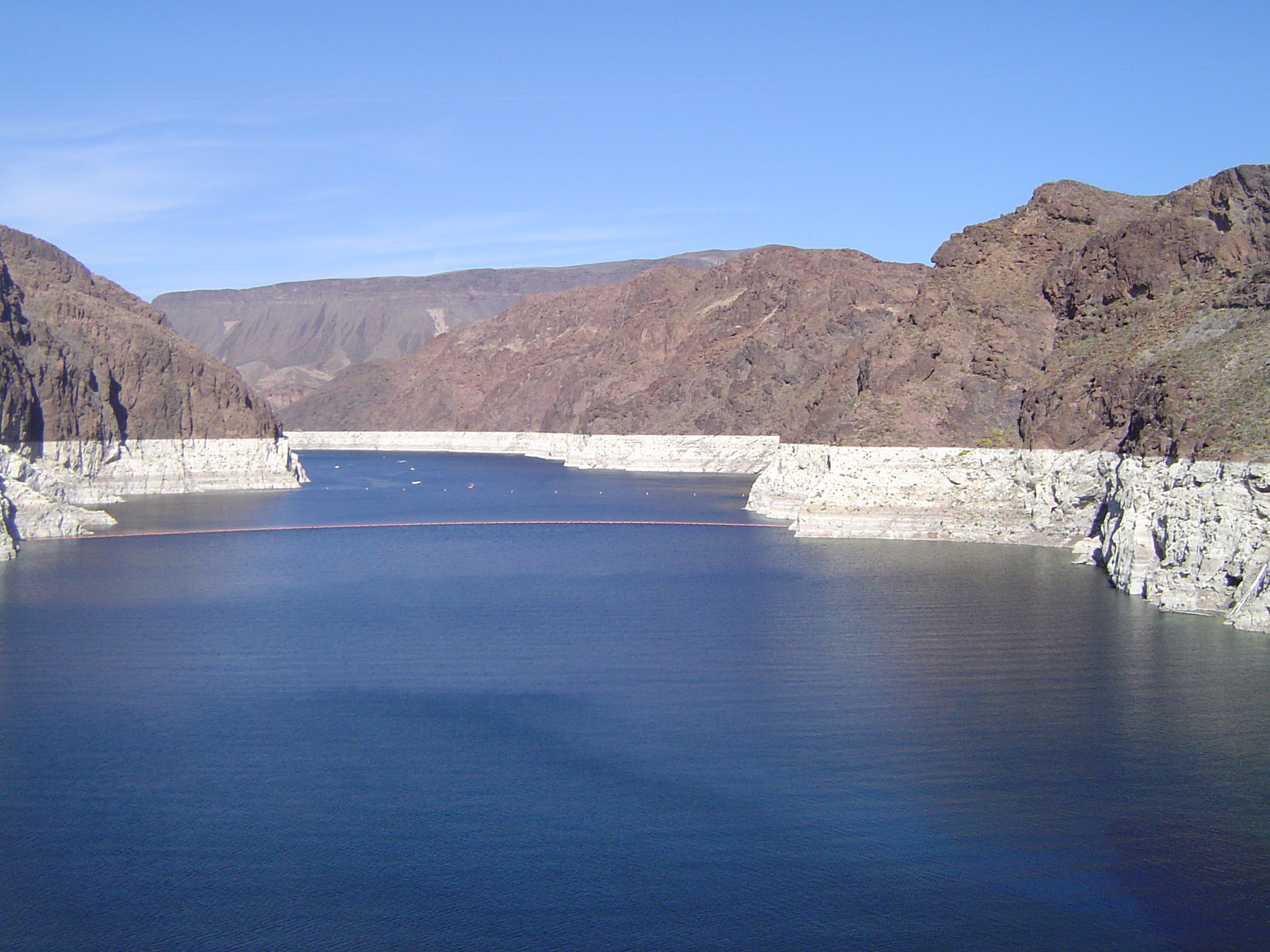
Une vue en amont du barrage, en août 2010, montrant le faible niveau du réservoir.

Les changements hydrologiques induits par le barrage Hoover ont eu un fort impact sur le delta du Colorado. On incrimine sa construction comme la cause de l'appauvrissement de l'écosystème du delta. Pendant six ans après la construction du barrage, alors que le lac Mead se remplissait, le Colorado était à sec avant d'atteindre son estuaire. Le delta, qui était une zone de contact entre l'eau douce du Colorado et l'eau salée de la mer de Cortez, s'étendant sur 64 km, connut une forte hausse de sa salinité.
Le Colorado était sujet à de nombreuses crues naturelles avant la construction du barrage. Ce dernier élimina ces inondations naturelles, ce qui mit en péril de nombreuses espèces animales et végétales dépendantes de ce cycle. De même, les populations de poissons endémiques vivant en aval du barrage furent décimées. Quatre d'entre elles sont placées sur la liste des espèces menacées,. De plus, la hausse de la consommation d'eau, ajoutée au changement climatique, fait craindre l'assèchement vers 2021 du lac Mead qui ne pourrait plus alimenter les turbines du barrage.

## Controverse sur le nom
Durant les années de lobbyisme ayant mené au passage de la loi autorisant le barrage en 1928, ce dernier était généralement appelé par la presse Boulder Dam ou Boulder Canyon Dam, bien que le site proposé eût été déplacé vers le Black Canyon. Le Boulder Canyon Act de 1928 (BCPA) ne fait jamais mention d'un quelconque nom ou titre pour le barrage. Le BCPA autorise simplement le gouvernement à « construire, opérer et maintenir un barrage et les installations secondaires sur le cours principal du Colorado au Black Canyon ou au Boulder Canyon ».
Lorsque le secrétaire à l'Intérieur Wilbur présida la cérémonie, commençant la construction de la voie ferrée entre le site et Las Vegas le 17 septembre 1930, il nomma le barrage Hoover Dam, citant la tradition de nommer les barrages d'après les présidents, bien qu'aucun n'ait été honoré alors qu'il était encore en poste. Wilbur justifia son choix en déclarant que Hoover était « le grand ingénieur dont la vision et la persévérance… ont tant fait pour rendre [ce barrage] possible ». Cependant, la désastreuse gestion du krach de 1929 et de la Grande Dépression qui s'ensuivit rendit le président Hoover très impopulaire.
Après la dure défaite de Hoover en 1932 et l'accession au pouvoir de l'administration Roosevelt, le secrétaire Ickes ordonna que le barrage soit mentionné sous le nom de Boulder Dam. Ickes déclara que Wilbur avait été imprudent en nommant l'ouvrage d'après un président en exercice avant que le Congrès n'ait ratifié son choix. Lorsqu'il prit la parole à la cérémonie d'inauguration, le 30 septembre 1935, il était déterminé, comme le rapportent les journaux, à « essayer d'implanter une bonne fois pour toutes le nom de Boulder Dam ». À un moment du discours, il parla de Boulder Dam à cinq reprises en moins de trente secondes. De plus, il suggéra que si le barrage devait être nommé en hommage à une personne, cela devrait être en hommage au sénateur de Californie Hiram Johnson, fervent partisan du barrage. Roosevelt faisait également référence au Boulder Dam.
Dans les années qui suivirent, le terme de Boulder Dam ne parvint pas à s'imposer. Le souvenir de la Grande Dépression tendit à s'effacer et Hoover obtint une certaine réhabilitation de par ses actions durant et après la Seconde Guerre mondiale. En 1947, une loi est approuvée et restaure le nom de Hoover Dam.

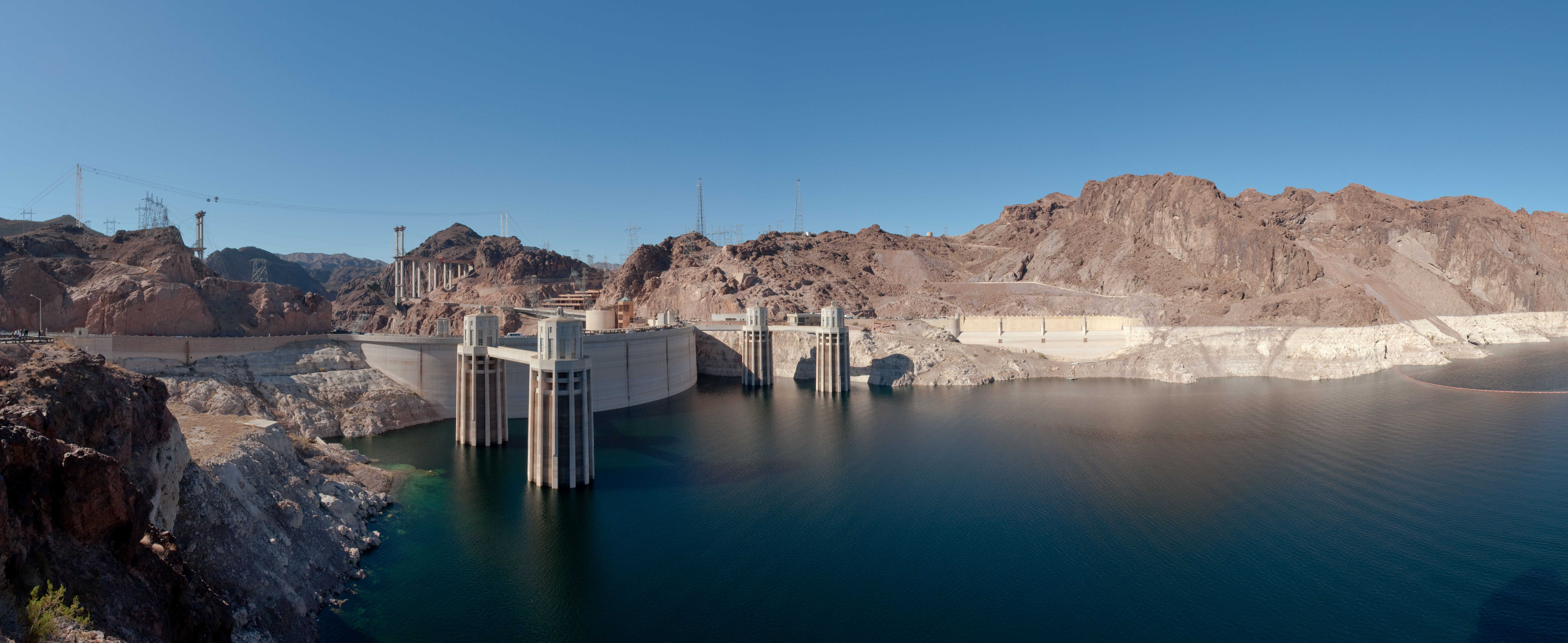
Une vue panoramique du barrage depuis l'Arizona montrant les tours d'entrée d'eau et l'entrée du déversoir du côté du Nevada.

## Distribution de l'électricité

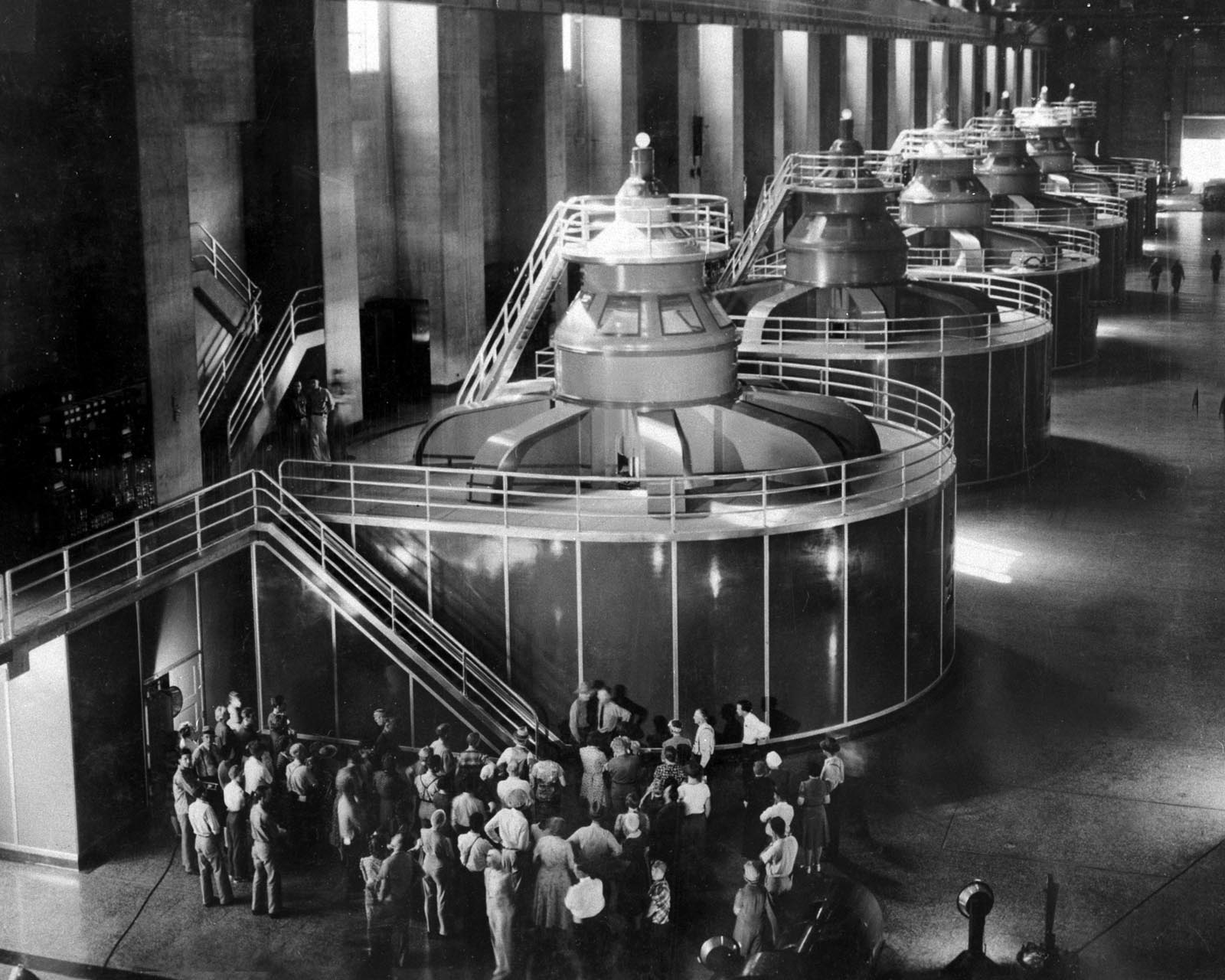
Touristes rassemblés autour de l'un des générateurs dans la partie située au Nevada de la centrale électrique, septembre 1940.

Un ouvrier se tient à côté d'une conduite forcée de 10 m de diamètre avant sa jonction avec une autre conduite qui amène l'eau dans la turbine.

L'énergie produite par le barrage était initialement vendue selon un contrat de 50 ans qui s'est terminé en 1987. Après l'expiration du contrat, le Bureau of Reclamation reprit le contrôle de la centrale électrique au Los Angeles Department of Water and Power et à la Southern California Edison Co. Les contrats furent renégociés pour une période de 30 ans achevée en 2017.
Le Bureau of Reclamation rapporte que l'énergie est distribuée comme indiqué ci-dessous :
| Zone                                                    | Pourcentage |
| ------------------------------------------------------- | ----------- |
| Metropolitan Water District of Southern California (en) | 28,53 %     |
| État du Nevada                                          | 23,37 %     |
| État de l'Arizona                                       | 18,95 %     |
| Los Angeles, California                                 | 15,42 %     |
| Southern California Edison                              | 5,54 %      |
| Boulder City (Nevada)                                   | 1,77 %      |
| Glendale (Californie)                                   | 1,59 %      |
| Pasadena, (Californie)                                  | 1,36 %      |
| Anaheim, (Californie)                                   | 1,15 %      |
| Riverside (Californie)                                  | 0,86 %      |
| Vernon (Californie)                                     | 0,62 %      |
| Burbank (Californie)                                    | 0,59 %      |
| Azusa (Californie)                                      | 0,11 %      |
| Colton (Californie)                                     | 0,09 %      |
| Banning (Californie)                                    | 0,04 %      |

## Dans la culture populaire
Le barrage Hoover est au centre de l'intrigue du jeu vidéo Fallout: New Vegas, réalisé en 2010. Dans le futur post-apocalyptique où se déroule le jeu, deux factions rivales se battent pour le contrôle du barrage et de sa production électrique ; la séquence finale du jeu s'y déroule. Le lac Mead et la ville de Boulder City peuvent également être visités dans le jeu.
Le barrage est également détruit dans le film San Andreas avec Dwayne Johnson.